# Jhon Arias
Jhon Adolfo Arias Andrade (Quibdó, 21 settembre 1997) è un calciatore colombiano, centrocampista del Wolverhampton e della nazionale colombiana.

## Carriera

### Club
Inizia a giocare in Messico nelle giovanili del Dorados e del Club Tijuana. Nel 2017 fa ritorno in patria, firmando un contratto con il Patriotas Boyacá, formazione della massima serie colombiana, dove però non trova spazio. L'anno successivo si trasferisce al Llaneros, scendendo di categoria. Nel 2019 torna al Patriotas, tornando anche a giocare in massima serie. Nel 2020 viene acquistato dell'América de Cali, con cui vince un campionato. Nel 2021 si accasa al Santa Fe. Il 18 agosto 2021 firma un contratto con i brasiliani della Fluminense.

### Nazionale
Nel 2022 ha esordito in nazionale maggiore.
Realizza la sua prima rete con la massima selezione colombiana il 26 marzo 2024 nell'amichevole vinta 3-2 contro la Romania.

## Statistiche

### Presenze e reti nei club
Statistiche aggiornate al 19 giugno 2025.
| Stagione          | Squadra           | Campionato        | Campionato | Campionato | Coppe nazionali | Coppe nazionali | Coppe nazionali | Coppe continentali | Coppe continentali | Coppe continentali | Altre coppe | Altre coppe | Altre coppe | Totale | Totale |
| Stagione          | Squadra           | Comp              | Pres       | Reti       | Comp            | Pres            | Reti            | Comp               | Pres               | Reti               | Comp        | Pres        | Reti        | Pres   | Reti   |
| ----------------- | ----------------- | ----------------- | ---------- | ---------- | --------------- | --------------- | --------------- | ------------------ | ------------------ | ------------------ | ----------- | ----------- | ----------- | ------ | ------ |
| 2017              | Patriotas Boyacá  | A                 | 0          | 0          | CC              | 0               | 0               |                    | -                  | -                  |             | -           | -           | 0      | 0      |
| 2018              | Llaneros          | B                 | 31         | 5          | CC              | 4               | 1               |                    | -                  | -                  |             | -           | -           | 35     | 6      |
| 2019              | Patriotas Boyacá  | A                 | 36         | 4          | CC              | 2               | 0               |                    | -                  | -                  |             | -           | -           | 38     | 4      |
| 2020              | América de Cali   | A                 | 21         | 1          | CC              | 1               | 0               |                    | -                  | -                  | SL          | 2           | 0           | 24     | 1      |
| 2021              | Santa Fe          | A                 | 22         | 3          | CC              | 2               | 0               |                    | -                  | -                  |             | -           | -           | 24     | 3      |
| 2021              | Fluminense        | A                 | 19         | 1          | CB              | 2               | 0               | CL                 | 6                  | 0                  |             | -           | -           | 27     | 1      |
| 2022              | Fluminense        | A1/RJ+A           | 13+33      | 4+7        | CB              | 7               | 2               | CL+CS              | 4+5                | 1+2                | -           | -           | -           | 62     | 16     |
| 2023              | Fluminense        | A1/RJ+A           | 13+29      | 2+7        | CB              | 4               | 0               | CL                 | 13                 | 2                  | CmC         | 2           | 1           | 61     | 12     |
| 2024              | Fluminense        | A1/RJ+A           | 8+27       | 2+7        | CB              | 4               | 2               | CL                 | 10                 | 1                  | RS          | 2           | 2           | 51     | 14     |
| 2025              | Fluminense        | A1/RJ+A           | 10+11      | 1+1        | CB              | 4               | 1               | CS                 | 3                  | 0                  | CmC         | 3           | 1           | 31     | 4      |
| Totale Fluminense | Totale Fluminense | Totale Fluminense | 44+119     | 9+23       |                 | 21              | 5               |                    | 41                 | 6                  |             | 7           | 4           | 232    | 47     |
| Totale carriera   | Totale carriera   | Totale carriera   | 273        | 45         |                 | 30              | 6               |                    | 41                 | 6                  |             | 9           | 4           | 353    | 61     |

### Cronologia presenze e reti in nazionale
| Cronologia completa delle presenze e delle reti in nazionale ― Colombia | Cronologia completa delle presenze e delle reti in nazionale ― Colombia | Cronologia completa delle presenze e delle reti in nazionale ― Colombia | Cronologia completa delle presenze e delle reti in nazionale ― Colombia | Cronologia completa delle presenze e delle reti in nazionale ― Colombia | Cronologia completa delle presenze e delle reti in nazionale ― Colombia | Cronologia completa delle presenze e delle reti in nazionale ― Colombia | Cronologia completa delle presenze e delle reti in nazionale ― Colombia |
| Data                                                                    | Città                                                                   | In casa                                                                 | Risultato                                                               | Ospiti                                                                  | Competizione                                                            | Reti                                                                    | Note                                                                    |
| ----------------------------------------------------------------------- | ----------------------------------------------------------------------- | ----------------------------------------------------------------------- | ----------------------------------------------------------------------- | ----------------------------------------------------------------------- | ----------------------------------------------------------------------- | ----------------------------------------------------------------------- | ----------------------------------------------------------------------- |
| 5-6-2022                                                                | Murcia                                                                  | Arabia Saudita                                                          | 0 – 1                                                                   | Colombia                                                                | Amichevole                                                              | -                                                                       |                                                                         |
| 20-11-2022                                                              | Fort Lauderdale                                                         | Colombia                                                                | 2 – 0                                                                   | Paraguay                                                                | Amichevole                                                              | -                                                                       | 88’                                                                     |
| 24-3-2023                                                               | Ulsan                                                                   | Corea del Sud                                                           | 2 – 2                                                                   | Colombia                                                                | Amichevole                                                              | -                                                                       | 70’                                                                     |
| 28-3-2023                                                               | Ōsaka                                                                   | Giappone                                                                | 1 – 2                                                                   | Colombia                                                                | Amichevole                                                              | -                                                                       | 73’                                                                     |
| 16-6-2023                                                               | Valencia                                                                | Colombia                                                                | 1 – 0                                                                   | Iraq                                                                    | Amichevole                                                              | -                                                                       | 59’                                                                     |
| 20-6-2023                                                               | Gelsenkirchen                                                           | Germania                                                                | 0 – 2                                                                   | Colombia                                                                | Amichevole                                                              | -                                                                       |                                                                         |
| 7-9-2023                                                                | Barranquilla                                                            | Colombia                                                                | 1 – 0                                                                   | Venezuela                                                               | Qual. Mondiali 2026                                                     | -                                                                       | 75’                                                                     |
| 12-9-2023                                                               | Santiago del Cile                                                       | Cile                                                                    | 0 – 0                                                                   | Colombia                                                                | Qual. Mondiali 2026                                                     | -                                                                       | 41’ 71’                                                                 |
| 12-10-2023                                                              | Barranquilla                                                            | Colombia                                                                | 2 – 2                                                                   | Uruguay                                                                 | Qual. Mondiali 2026                                                     | -                                                                       | 90’                                                                     |
| 17-10-2023                                                              | Quito                                                                   | Ecuador                                                                 | 0 – 0                                                                   | Colombia                                                                | Qual. Mondiali 2026                                                     | -                                                                       | 27’                                                                     |
| 21-11-2023                                                              | Asunción                                                                | Paraguay                                                                | 0 – 1                                                                   | Colombia                                                                | Qual. Mondiali 2026                                                     | -                                                                       | 45’                                                                     |
| 22-3-2024                                                               | Londra                                                                  | Spagna                                                                  | 0 – 1                                                                   | Colombia                                                                | Amichevole                                                              | -                                                                       |                                                                         |
| 26-3-2024                                                               | Madrid                                                                  | Colombia                                                                | 3 – 2                                                                   | Romania                                                                 | Amichevole                                                              | 1                                                                       | 67’                                                                     |
| 8-6-2024                                                                | Landover                                                                | Stati Uniti                                                             | 1 – 5                                                                   | Colombia                                                                | Amichevole                                                              | 1                                                                       | 62’                                                                     |
| 15-6-2024                                                               | East Hartford                                                           | Colombia                                                                | 3 – 0                                                                   | Bolivia                                                                 | Amichevole                                                              | 1                                                                       | 46’                                                                     |
| 24-6-2024                                                               | Houston                                                                 | Colombia                                                                | 2 – 1                                                                   | Paraguay                                                                | Coppa America 2024 - 1º turno                                           | -                                                                       | 90+2’                                                                   |
| 28-6-2024                                                               | Glendale                                                                | Colombia                                                                | 3 – 0                                                                   | Costa Rica                                                              | Coppa America 2024 - 1º turno                                           | -                                                                       |                                                                         |
| 2-7-2024                                                                | Santa Clara                                                             | Brasile                                                                 | 1 – 1                                                                   | Colombia                                                                | Coppa America 2024 - 1º turno                                           | -                                                                       |                                                                         |
| 6-7-2024                                                                | Glendale                                                                | Colombia                                                                | 5 – 0                                                                   | Panama                                                                  | Coppa America 2024 - Quarti di finale                                   | -                                                                       | 66’                                                                     |
| 10-7-2024                                                               | Charlotte                                                               | Uruguay                                                                 | 0 – 1                                                                   | Colombia                                                                | Coppa America 2024 - Semifinale                                         | -                                                                       | 46’                                                                     |
| 14-7-2024                                                               | Miami Gardens                                                           | Argentina                                                               | 1 – 0 dts                                                               | Colombia                                                                | Coppa America 2024 - Finale                                             | -                                                                       | 105’                                                                    |
| 6-9-2024                                                                | Lima                                                                    | Perù                                                                    | 1 – 1                                                                   | Colombia                                                                | Qual. Mondiali 2026                                                     | -                                                                       | 72’                                                                     |
| 10-9-2024                                                               | Barranquilla                                                            | Colombia                                                                | 2 – 1                                                                   | Argentina                                                               | Qual. Mondiali 2026                                                     | -                                                                       | 79’                                                                     |
| 10-10-2024                                                              | El Alto                                                                 | Bolivia                                                                 | 1 – 0                                                                   | Colombia                                                                | Qual. Mondiali 2026                                                     | -                                                                       | 63’                                                                     |
| 15-10-2024                                                              | Barranquilla                                                            | Colombia                                                                | 4 – 0                                                                   | Cile                                                                    | Qual. Mondiali 2026                                                     | -                                                                       | 76’                                                                     |
| 15-11-2024                                                              | Montevideo                                                              | Uruguay                                                                 | 3 – 2                                                                   | Colombia                                                                | Qual. Mondiali 2026                                                     | -                                                                       | 82’                                                                     |
| 20-3-2025                                                               | Brasilia                                                                | Brasile                                                                 | 2 – 1                                                                   | Colombia                                                                | Qual. Mondiali 2026                                                     | -                                                                       | 87’                                                                     |
| 25-3-2025                                                               | Barranquilla                                                            | Colombia                                                                | 2 – 2                                                                   | Paraguay                                                                | Qual. Mondiali 2026                                                     | -                                                                       | 62’                                                                     |
| 6-6-2025                                                                | Barranquilla                                                            | Colombia                                                                | 0 – 0                                                                   | Perù                                                                    | Qual. Mondiali 2026                                                     | -                                                                       | 62’                                                                     |
| 10-6-2025                                                               | Buenos Aires                                                            | Argentina                                                               | 1 – 1                                                                   | Colombia                                                                | Qual. Mondiali 2026                                                     | -                                                                       | 73’                                                                     |
| Totale                                                                  |                                                                         | Presenze                                                                | 30                                                                      |                                                                         | Reti                                                                    | 3                                                                       |                                                                         |

## Palmarès

### Club

#### Competizioni statali
- Campionato Carioca: 2

Fluminense: 2022, 2023
- Taça Guanabara: 1

Fluminense: 2022

#### Competizioni nazionali
- Campionato colombiano: 1

América de Cali: 2020

#### Competizioni internazionali
- Coppa Libertadores: 1

Fluminense: 2023
- Recopa Sudamericana: 1

Fluminense: 2024

### Individuale
- Pallone di bronzo della Coppa del mondo per club: 1

2023
- Capocannoniere della Recopa Sudamericana: 1

2024 (2 reti)